# اینینگ ام آمرزی
اینینگ ام آمرزی (به آلمانی: Inning am Ammersee) یک شهر در آلمان است که در بایرن واقع شده‌است.

## خصوصیات
اینینگ ام آمرزی ۲۴٫۴۳ کیلومترمربع مساحت دارد ۵۵۳ متر بالاتر از سطح دریا واقع شده‌است.